# Justizvollzugsanstalt Kassel II
Die Justizvollzugsanstalt Kassel II ist eine sozialtherapeutische Anstalt in der Windmühlenstraße in Kassel-Wehlheiden, die der Unterbringung und Behandlung von Straftätern dient, die den Voraussetzungen nach § 12 des Hessischen Strafvollzugsgesetzes genügen. Die Anstalt verfügt über zwei Wohnhäuser, die 1980 und 1988 errichtet wurden. In diesen leben die Häftlinge in vierzehn Wohngruppen. Jede Gruppe umfasst zehn Haftplätze. Daneben befinden sich Gebäude des Werk- und Montagebetriebs auf dem Gelände, außerdem seit 1993 eine Sport- und Mehrzweckhalle.
Das therapeutische Leitbild der Sozialtherapieanstalt ist integrativ-interdisziplinär und beinhaltet Milieu- und Psychotherapie, Sozialtraining, aber auch Lern- und Berufsbildungsmaßnahmen zur Unterstützung der Resozialisierung von Straftätern.